# سفارة أذربيجان في ألمانيا
سفارة أذربيجان في ألمانيا هي أرفع تمثيل دبلوماسي لدولة أذربيجان لدى ألمانيا. تقع السفارة في برلين وهي تهدف لتعزيز المصالح الأذربيجانية في ألمانيا.

## وصلات خارجية
- الموقع الرسمي
- قائمة سفارات أذربيجان
- قائمة السفارات في ألمانيا